# Liste der Monuments historiques in Nuisement-sur-Coole
Die Liste der Monuments historiques in Nuisement-sur-Coole führt die Monuments historiques in der französischen Gemeinde Nuisement-sur-Coole auf.

## Liste der Objekte
| Bezeichnung               | Beschreibung                          | Standort                        | Kennzeichnung | Schutzstatus | Datum | Bild |
| ------------------------- | ------------------------------------- | ------------------------------- | ------------- | ------------ | ----- | ---- |
| Skulptur Madonna mit Kind | Stein, 14. Jahrhundert                | in der Kirche St-Étienne (Lage) | PM51003117    | Inscrit      | 1980  |      |
| Skulptur Heiliger Stefan  | Stein, 17. Jahrhundert                | in der Kirche St-Étienne (Lage) | PM51002432    | Inscrit      | 1976  |      |
| Rechter Seitenaltar       | Holz, farbig gefasst, 18. Jahrhundert | in der Kirche St-Étienne (Lage) | PM51002431    | Inscrit      | 1976  |      |